# Glacier oriental du Petit-mont-Blanc
Ne doit pas être confondu avec Glacier du Petit-mont-Blanc ou Glacier du Mont-Blanc.
Le glacier oriental du Petit-mont-Blanc, en italien Ghiacciaio Orientale del Petit Mont Blanc, est un glacier d'Italie situé dans le massif du Mont-Blanc, dans le val Vény.
Le glacier naît sur l'adret du Petit mont Blanc, à environ 3 400 mètres d'altitude et s'épanche vers le sud-est en direction du mont Suc et de l'aiguille de Combal,. Il est entouré à l'ouest par le glacier de l'Aiguille de Tré-la-Tête orientale et le glacier du Petit-mont-Blanc, au sud-ouest par le glacier de la Lex Blanche et au nord-est par le glacier du Miage,.

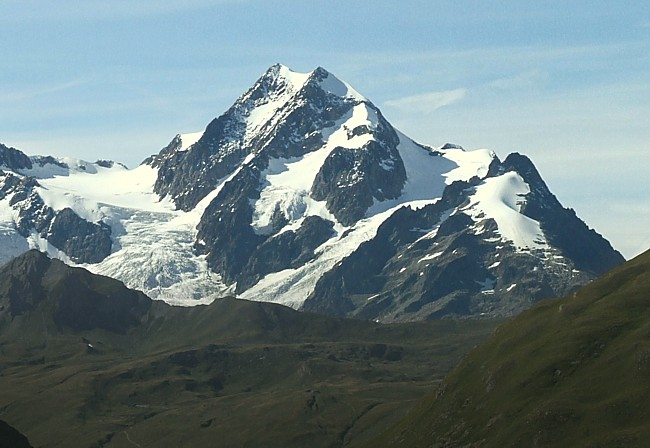
L'aiguille de Tré-la-Tête vue depuis le sud-est par-delà le mont Percé avec sur la droite le glacier oriental du Petit-mont-Blanc.